# What's Goin' on Here
What's Goin' on Here è un brano dei Deep Purple contenuto nell'album Burn del 1974.
La canzone è un brano blues-rock retta dai fraseggi di piano di Jon Lord, con i ritornelli armonizzati da David Coverdale e Glenn Hughes.

## Storia
La canzone è nata nelle sessioni di settembre 1973 al Clearwell Castle durante le quali il gruppo ha composto l'album Burn.